# Jan Czochralski
Jan Czochralski (23 octobre 1885 à Kcynia - 22 avril 1953 à Poznań) est un chimiste polonais principalement connu pour avoir inventé le procédé de Czochralski, une méthode de croissance de monocristaux  particulièrement utilisée dans la fabrication de wafers de semi-conducteurs.

## Honneur
L'astéroïde (185484) Czochralski est nommé en son honneur.